# Танкред Галилейски
Танкред Галилейски (Tancred of Galilee, 1072 г. – 5 или 12 декември 1112 г.) е итало-нормански благородник, най-младият военачалник на Първия кръстоносен поход, който по-късно става принц на Галилея и регент на Антиохийското княжество. Танкред е син на Одо Добрия и Ема дьо Отвил. Негови дядо и баба по майчина линия са Робер Гискар и първата му съпруга Алберада от Буоналберго. Ема е също сестра на Боемунд Тарантски. Неговите героични подвизи са възпети от Торквато Тасо в Освободеният Йерусалим.

## Първи кръстоносен поход
Танкред е роден ок. 1072 в южна Италия. В началото на 1096 г. той участва заедно с чичовците си Рожер I и Боемунд Тарантски в обсадата на въстаналия град Амалфи, където пристига новината за призива на папа Урбан II в Клермон за Първия кръстоносен поход. Боемунд и Танкред решават да участват в него и дебаркират през ноември 1096 г. в Авлона на територията на Византийската империя (дн. Албания). Десет години по-рано Робер Гискар и неговата армия са дебаркирали на същото място и са нападнали империята, преди да бъдат отблъснати (1085). През 1096 г. норманските кръстоносци се изправят пред недоверието и негодуванието на жителите и ако трябва да попълнят запасите си, намират пред себе си затворени градове. Но малко ревностни длъжностни лица карат помощни печенези и турци да ги нападнат на брега на Вардар. Боемунд, чиято цел е да придобие феод в Ориента и да получи признание от византийския император Алексий I Комнин, не отговаря на провокациите и успокоява гнева на офицерите си като Танкред и Ришар дьо Салерн. Кръстоносната армия пристига в Тракия на 1 април 1097 и Боемунд се явява в двора, където се помирява с Алексий, докато Танкред и Ришар и армията бързат да прекосят Босфора, за да не изрекат клетвата за вярност на императора, с обещание да върне завладените територии на Византийската империя. Макар че други водачи не възнамерявали да държат на клетвата, Танкред отказва да я даде въобще. Те достигат Никомедия, където вече лагерува лотарингската армия, водена от Годфроа дьо Буйон.
Танкред води обсадата на Никея през 1097, но градът е превзет от армията на Алексий след тайни преговори със селджукските турци. Това провокира недоверчивост на Танкред по отношения на Византийската империя. Освен това той е един от водачите, заедно с Раймонд Тулузки, които обвиняват гърците в предателство, докато другите водачи подновяват клетвата си за вярност към Алексий. След Никея, кръстоносната армия се разделя на две колони и Боемунд и Танкред командват авангарда на едната от тях. Те са нападнати от турците при Дорилеон (където загива по-големият му брат Гийом)), но успяват да се държат, чакайки пристигането на другия корпус от армията. Армията пристига и си почива няколко дни при Хераклея, след което Балдуин дьо Булон и Танкред се разделят на 14 септември 1097 от основната част на кръстоносците и слизат към Киликия. На 22 септември те превземат Тарс, но двамата водачи, мислейки и двамата да си „отрежат“ феод в Киликия. Докато Балдуин отива в Едеса по призив на нейния управител Торос Едески, Танкред превзема другите градове, като Адана и Мамистра. Но разногласието с Боемунд не му позволява да си създаде траен феод и той трябва да се присъедини към кръстоносната армия през Антиохия докато Киликия е завладяна от Византийската империя през 1100 г.
Танкред участва в обсадата на Антиохия. Мнозина кръстоносци губят надежда, между които, Пиер Отшелника, един от водачите на Народния кръстоносен поход, който дезертира армията, но е преследван и хванат от Танкред. Танкред пази южната част на града, където построява крепост, която успява да обгради града и да предотврати всякакво доставяне на припаси.
Градът е превзет на 3 юни 1098 г. и е обсаден на следващия ден от турска армия, която е решително разбита на 28 юни. Кръстоносците заминават едва през декември 1098.. Някои от кръстоносците предлагат да станат господари на всички пристанища по пътя им, но Танкред преценява, че това ще им отнеме много време, рискувайки да даде време на мюсюлманските армии да дойдат и счита, че трябва да се отправи възможно най-бързо към Йерусалим. Да го превземат и след това да завладеят страната от града.
На 6 юни 1099 г., той осъществява разузнаване при Витлеем и по покрайнините на Йерусалим преди пристигането на основната част от армията. Обсадата започва на 7 юни и Годфроа дьо Буйон и Танкред надзирават западната част на покрайнините на Йерусалим. След неуспеха на първото нападение, отправено на 13 юни, кръстоносците разбират, че ще трябва да конструират обсадни машини и Танкред прави важното откритие на греди в подземие в покрайнините на Йерусалим. Последното нападение започва през нощта на 13 срещу 14 юли, но последния щурм е на 15. Танкред бързо превзема Кубат ал-Сакхра, където се намират богатствата на емира на Йерусалим. Той пленява и около сто араби, които му се предават, виждайки избиването, причинено от кръстоносците. Но на следния ден твърде ревностни кръстоносци ги убиват, което предизвиква гнева на Танкред, защото са нарушили заповедите му. Когато е основано Йерусалимското кралство, Танкред става принц на Галилея.

## Принц на Галилея
С превземането на града е създадена нова държава, която е поверена на Годфроа дьо Буйон, който въпреки това отказва кралска титла. По-голямата част от кръстоносците се връщат у дома, изпълнили дълга си, и Танкред е единственият от основните лидери, който остават при Годфроа дьи Буйон. Към 25 юли той превзема Наблус без битка, но малко по-късно се натъква на авангарда на армията на фатимидите от Египет, настъпващ към Йерусалим, и предупреждава Готфрид дьо Буйон за заплахата от нападение. Кръстоносците настъпват срещу мюсюлманите и им дават сражение при Аскалон на 19 август 1099 г. Само с осемдесет рицари той превзема Галилея и основава княжество Галилея, на което става първият господар.
На 20 август 1100 г. една венецианска ескадра позволява да се превземе пристанището Хайфа, което е оспорвано между Гелдемар Карденел, на който Гофроа дьо Буйон го е обещал, и Танкред, който най-много е допринесъл за нападението. За да ги помири, патриархът на Йерусалим Даимберт решава в полза на Танкред, който така дава на княжеството си морски излаз.
Годфроа дьо Буйон умира на 18 юли 1100 г. и патриархът Даимберт възнамерява да направи новата държава теокрация. Но верните на Годфроа барони отказват да предадат на Даимберт Кулата на Давид, която позволява да се контролира Йерусалим е викат Балдуин дьо Булон, брат на Гофроа, който се намира в Едеса, град на който той е граф. Танкред, скаран с Балдуин след аферата с Тарс, подкрепя Даимберт, който му е присъдил Хайфа. Даимберт и Танкред изпращат пратеник при Боемунд Тарантски, принц на Антиохия, за да поискат от него да попречи на идването на Балдуин, който трябва задължително да прекоси княжеството, за да дойде. Куриерът обаче е прехванат от техния враг Раймонд дьо Сент Жил напът да завоюва графство Триполи. Във всеки случай, Боемунд не може нищо да направи, тъй като е пленен от данишмендите, опитвайки се да помогне на Габриел, арменски принц на Малатя. Въпреки няколко опита на Танкред да попречи на пътя на Балдуин, осуетени от поддръжниците на последния, Балдуин достига без пречки в Йерусалим и се коронова за крал без трудности.
Танкред се оттегля в Галилея, но се намира под омразата на Балдуин. Първият конфликт е по отношение на Хайфа, за която Гелдемар Карденел предявява претенция пред съда на кралството и която Танкред не желае да предаде. Но междувременно Танкред получава през март 1101 г. делегация от княжество Антиохия, която иска от него да поеме регентството на княжеството поради пленничеството на Боемунд. Танкред приема, предава Галилея на Балдуин, който я дава на Юг дьо Сен Омер и отива в Антиохия.

## Регент на Антиохия
През 1100 г., Танкред става регент на Антиохия, когато Боемунд е пленен от данишмендите в битката при Мелитена. Той започва като дава търговски предимства на генуезците в замяна на подкрепа на техните ескадри. Танкред всъщност има проект за завладяване на Киликия от византийците и средното течение на река Оронт от емира на Алепо. Той бързо обсажда Лаодикея и урежда проблема за исканията на Раймонд дьо Сент Жил от Антиохия. В началото на обсадата, Сент Жил, съюзник на византийците, придружава ломбардски кръстоносен поход, който се опитва са прекоси Анатолия, но кръстоносците са избити. Сент Жил успява да избяга и дебаркира през януари 1102 г. в Сент Симеон, и веднага е пленен от Бернард Чужденеца, рицар на Танкред. Кралят на Йерусалим и патриарха на Антиохия заповядват на Танкред да освободи Раймонд, но той не го прави докато не изисква и не получава от пленника си клетва, според която той се отказва напълно от претенциите си за Антиохия и обещава да се установи в Северна Франкска Сирия и да освободи Лаодикея. Освободен, Раймонд заминава и обсажда Триполи и завладява Триполийското графство. Танкред превзема Лаодикея през втората половина на 1102 г. Неговият успех срещу византийците му позволява да се намеси в работите на кралство Йерусалим и когато Балдуин е победен при Рама от фатимидите през есента на 1102 г., Танкред му идва на помощ, но налага възстановяването на Даимберт като патриарх.
През май 1103 г. Боемунд Антиохийски е освободен срещу откуп и се връща в Антиохийското княжество. През 1104 г. Боемунд и Танкред оказват помощ на граф Балдуин II Едески, който решава да се възползва от гражданската война, която опустошава селджукските държави, за да обсади Харан. Ако тя беше успешна, това би съставлявало значителен напредък на кръстоносците към Багдад, седалище на абасидския халиф, но кръстоносците са победени от турска армия, дошла в подкрепление. Балдуин и Жослин дьо Куртене са пленени, но Беомунд и Танкред успяват да пристигнат без премеждия в Едеса. Тъй като Боемунд се връща в Антиохия, Танкред поема регентството на Едеса, която малко по-късно е обсадена от турците. Когато градът е на ръба да падне, Танкред организира набег, който успява да избие част от обсаждащите и прогонва друга част призори на един юлски ден на 1104 г. Поражението при Харан води до загубата от Антиохия на средния Оронт, превзет от Алепо и на Киликия, превзета от византийците.
Обкръжен от турците и византийците, Боемунд решава да замине за Европа, за да доведе подкрепления. Той вика Танкред, който предава регентството на Едеса на Ришар дьо Салерн и поема регентството на Антиохия. Беомунд отива в Италия, където набира армия, след това при френския крал Филип I, за да поиска от него финансова и военна помощ. Правейки това, той преговаря за омъжването на двете дъщери на краля, Констанс и Сесил за себе си и своя племенник Танкред. Преценявайки, че Византийската империя е предала кръстоносците много пъти, той подема поход срещу Византия, дебаркира в Дурацо и го обсажда, но е победен от Алексий I Комнин през октомври 1107 г. и трябва да подпише през 1108 г. договора от Девол, според който признава Антиохийското княжество за васал на Византия. Боемунд умира малко по-късно в Апулия, на 6 март 1111 г., съкрушен от това поражение.
Танкред от своя страна трябва да управлява княжеството, сериозно отслабено от последиците на Харан. Тоя започва като възстановява съкровището, искайки дарове от най-богатите граждани на Антиохия. Той побеждава Ридван от Алепо при Артах на 20 март 1105 г. и възвръща крепостта Артах (Артезия) и някои от териториите, източно от река Оронт.. Танкред се възползва от анархията, която царува между мюсюлманските емири и превзема град Апамея на 14 септември 1106 г. При смъртта на Жервез дьо Базош през 1108 г., Балдуин I му предава княжество Галилея. През 1108 г., той превзема от византийците Лаодикея и им заявява, че отказва да прилага договора от Девол и за десетилетия след това Антиохия остава независима от Византийската империя. Той обаче трябва да предаде регентството на Едеса на Балдуин, който е освободен срещу откуп и поради разногласията между мюсюлманите. Войната между съответните мюсюлмански съюзници на Едеса и Антиохия ги принуждава да влязат във война и Танкред е задължен да се откаже от хегемонията си върху Едеса. След това той се опитва да бъде признат за сюзерен на графство Триполи, поддържайки Гийом дьо Сердан срещу другия претендент, Бертранд дьо Сент Жил. Смъртта на Гийом слага край на този проект, но Танкред анексира град Джабала. През 1110 г., той купува Крак де Шевалие и укрепва неговата отбранителна система. През същата година той подкрепя графа на Едеса, след това трябва да се бие с Ридван, емира на Алепо, на свой ред. Последният и неговите съюзници, емирите на Хайзар и Хама, са победени и трябва да се признаят за васали на Танкред и му дават данък..
През 1111 г., тайно подкрепени от Византия, селджуците от Персия организират контра кръстоносен поход. Разлъката в мюсюлманския лагер позволява на коалиция на всичките франкски сили да отблъснат с лекота враговете си. Танкред умира малко след това, на 12 декември 1112 г., по време на епидемия от тиф, предавайки регентството на Антиохия на Рожер дьо Салерн, карайки го да обещае, че ще предаде княжеството на синовете на Боемунд, когато навършат пълнолетие, и искайки от него да омъжи вдовицата му Сесил Френска за граф Понс дьо Триполи, за да заздрави съюза между двете държави.
Gesta Tancredi (Делата на Танкред) е биография на Танкред, написана на латински от Раул от Каен, норман, присъединил се към Първия кръстоносен поход и служил под командването на Танкред и Боемунд.